# ناحية نازلو
ناحية نازلو (بالفارسية: بخش نازلو) هي أحد نواحي مقاطعة أرومية، محافظة أذربيجان الغربية، إيران، وعاصمتها هي نوشين شهر. يبلغ عدد سكانها 39701 نسمة حسب إحصاء 2016.